# Melodia
En la música, la melodia (sovint també anomenada veu) és una sèrie d'esdeveniments o sons lineals o una successió de sons organitzats de manera que formin frases amb sentit musical, en contraposició a l'harmonia que és la simultaneïtat de sons. Tanmateix, aquesta successió ha de contenir canvis i alhora ser percebuda com una sola entitat per a ser anomenada melodia. Més específicament, això inclou patrons de canvi entre tons i duracions; i de manera més general, inclou qualsevol patró d'interacció entre tons i la seva qualitat en el temps. En definitiva, la melodia indica com sona una peça musical, recull el seu tema i és el que les persones acostumen a recordar d'una peça. S'ha comparat amb el concepte d'oració lingüística.
Una melodia es forma a partir de sons que bàsicament tenen dos elements característics: l'altura i la durada del so. La durada del so és el que anomenem el ritme i a l'altura, a causa del fet que no hi ha un terme específic, se l'anomena habitualment com a línia d'altures, línia de sons o línia melòdica.

## Etimologia
Aquesta paraula prové del llatí vulgar «melodia». El terme llatí, al seu torn, prové del grec μελῳδία [meloïdia] que significava "cant coral" i era una paraula composta per μέλος melos] que significa "cançó, melodia, música, membre d'una melodia, part d'un grup" i ἀοιδή [aoidḗ] que significa "cant, cançó".

## Descripció
Les melodies solen estar formades per una o més frases o motius musicals i generalment es repeteix al llarg d'una cançó o peça musical en diverses formes. Les melodies també poden ser descrites en funció del seu moviment melòdic o les altures o els intervals entre alçades (sobretot conjunts o disjunts o amb restriccions), la gamma tonal, la tensió i la relaxació, la continuïtat i la coherència, la cadència i la forma.
La melodia parteix d'una base conceptualment horitzontal, amb esdeveniments successius en el temps, i no vertical, com seria en un acord on els sons són simultanis. No obstant això, aquesta successió pot contenir certs tipus de canvis i fins i tot ser percebuda com una sola entitat. Concretament, inclou canvis d'alçades i de durades, i en general inclou patrons interactius de canvi i qualitat. La melodia és una successió de sons, que normalment segueix un esquema harmònic.

### Elements
Donada la quantitat i varietat d'elements i estils de melodia «moltes explicacions [de melodia] existents ens confinen a un model d'estil específic i són massa exclusius». Paul Narveson va afirmar el 1984 que més de tres quartes parts dels temes melòdics no han estat explorats completament.
Les melodies existents en la major part de la música europea escrita abans del segle segle xx, i de la música popular al segle segle xx, es caracteritzen per «patrons de freqüència barrejats i fàcilment discernibles», que recorren a «esdeveniments, sovint diaris, a tots els nivells d'estructures» i a «recurrència de durades i patrons de durada»...

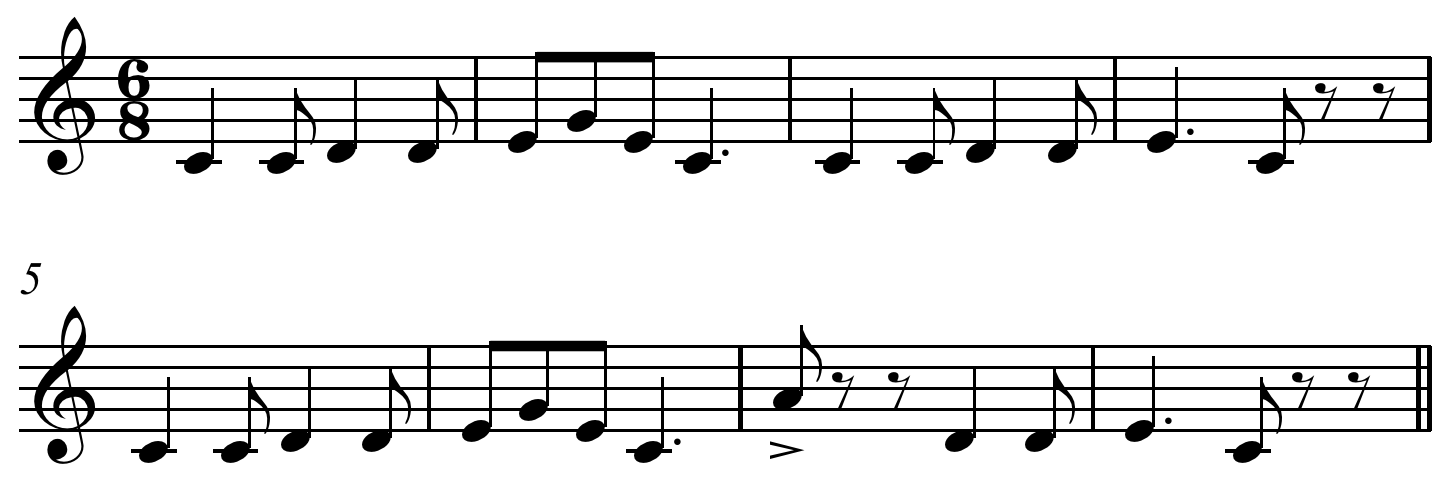
Figura 2. Melodia medieval anglesa Pop Goes the Weasel' '.

Les melodies en la música clàssica del segle XX han «utilitzat una major varietat d'altures de les que havia estat el costum en qualsevol altre període històric de la música occidental». Mentre que l'escala diatònica encara continuava sent emprada, l'escala de dotze tons va passar a ser «àmpliament utilitzada».
Els compositors, a més, van assignar un rol estructural a les «dimensions qualitatives» que prèviament havien estat «reservades gairebé exclusivament per a l'altura i el ritme». En paraules de Kliewer «els elements essencials de qualsevol melodia són la durada, l'altura, la qualitat (timbre), la  textura i la intensitat». No obstant això, a la pràctica la mateixa melodia pot ser reconeixible fins i tot quan és interpretada amb una gran varietat de timbres i dinàmiques.